# Левченко, Анатолий Николаевич
Анатолий Николаевич Левченко (6 февраля 1947, станица Ново-Николаевская, Сталинградская область — 27 декабря 1985, ДРА) — советский лётчик, старший штурман 655-го истребительного авиационного полка ВВС 40-й армии Туркестанского военного округа (ограниченный контингент советских войск в Демократической Республике Афганистан), подполковник. Герой Советского Союза (1986, посмертно).

## Биография
Родился 6 февраля 1947 года в посёлке Новониколаевский (ныне — Волгоградской области) в семье рабочего. Мать — Александра Михайловна Левченко (31.03.1916 — 07.03.2005). Отец — Николай Петрович Левченко (12.12.1908 — 03.02.1998).
Русский, член КПСС с 1969 года. Окончил 10 классов.
В Вооружённых Силах с августа 1964 года. В 1968 году окончил Качинское высшее военное авиационное училище лётчиков. Служил в Закавказском и Прибалтийском военных округах. В начале 1970-х годов находился в Египте в составе советской авиационной группы.
С мая 1985 года — в составе ограниченного контингента советских войск в Афганистане. Выполнил 188 боевых вылетов.
27 декабря 1985 года во главе звена истребителей выполнял очередное боевое задание (это был уже третий боевой вылет за день) по подавлению противовоздушной обороны (ПВО) мятежников в районе населённого пункта Джабаль-Уссарадж (20 километров от перевала Саланг), обеспечивая бомбометание основной группы. Уже после сброса авиабомб самолёт был поражён огнём крупнокалиберного пулемёта ДШК и не выходя из пикирования врезался в гору. По официальной версии, подполковник А. Н. Левченко направил свой подбитый самолёт МиГ-23МЛД (бортовой № 07) на сильно укреплённую позицию ПВО мятежников и впервые в послевоенной истории Военно-Воздушных Сил СССР и реактивной авиации уничтожил её огненным тараном. Согласно книге М. Жирохова «Опасное небо Афганистана», самолёт Левченко «не выйдя из пикирования, столкнулся с горой». В. Марковский и И. Приходченко в книге «Камуфляж и бортовые эмблемы авиатехники советских ВВС в афганской кампании» отвергают версию о таране и отмечают, что она была дополнительно приукрашена ради пропаганды: «Гибели лётчика показалась пропагандистам недостаточно, и в прессе появились даже его предсмертные напутствия по радио товарищам и описания душманских потерь на месте тарана. В действительности летевший в паре с Левченко майор Алексей Щербак докладывал только о попадании в самолёт ведущего и потере им управления (истребитель, вздрогнув, с высоты 1500 м перешёл в почти отвесное пикирование), а в документах штаба ВВС ТуркВО говорилось — „лётчик убит в кабине самолёта при обстреле ДШК“».
Похоронен на родине — в посёлке Новониколаевский.
Указом Президиума Верховного Совета СССР от 26 мая 1986 года за мужество и героизм, проявленные при оказании интернациональной помощи Демократической Республике Афганистан, подполковнику Левченко Анатолию Николаевичу присвоено звание Героя Советского Союза (посмертно).

## Семья
Жена Нина Левченко (девичья фамилия Чаботарева). 
Сын — Александр Анатольевич Левченко (род. 26.11.1968). 
Сын — Денис Анатольевич Левченко (род. 05.06.1978).

## Награды
- Медаль «Золотая Звезда» Героя Советского Союза;
- орден Ленина[1];
- орден Красной Звезды[1];
- орден «За службу Родине в Вооружённых Силах СССР» 3-й степени;
- медали.

## Память
- Именем А. Н. Левченко названы улица, а так же средняя школа № 1 его родного посёлка[1].
- На доме, в котором жил Герой, установлена мемориальная доска.